# Murray Walker

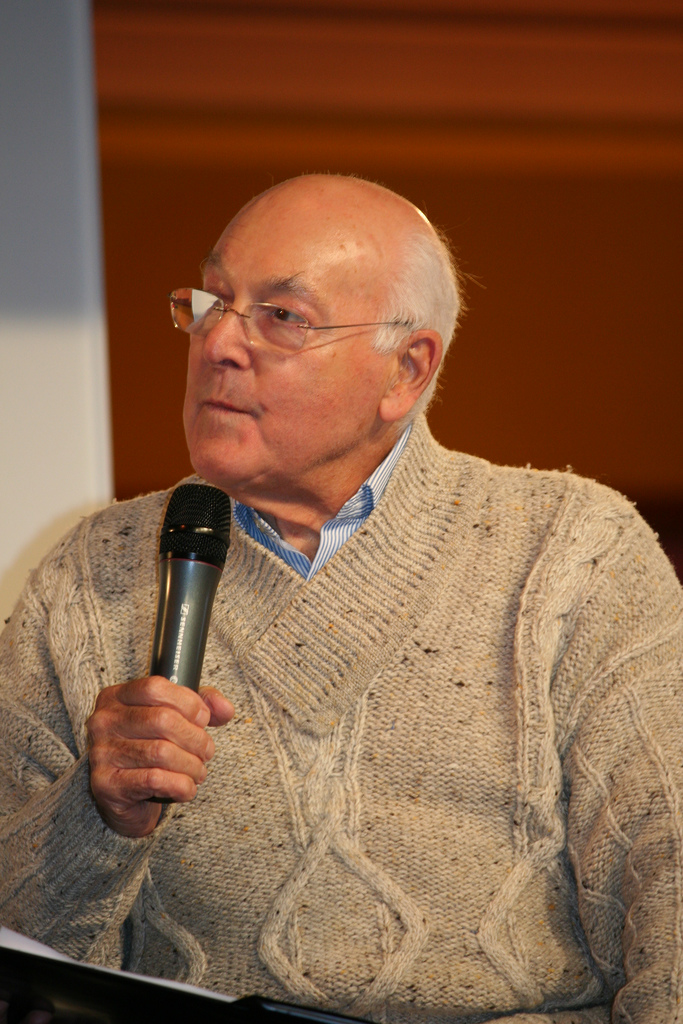
Murray Walker bei Autosport International, 2009

Graeme Murray Walker, OBE (bekannt als Murray Walker; * 10. Oktober 1923, Hall Green, Birmingham, England; † 13. März 2021) war ein britischer Reporter und TV-Kommentator. Er wurde einem breiten, vorwiegend englischsprachigen Publikum durch seine Tätigkeit als Formel-1-Berichterstatter der BBC (später ITV) bekannt, die er im Jahr 2001 beendete. Seither trat er sporadisch als Kommentator von Oldtimerrennen oder in anderen Rennserien auf.
Walker galt über Großbritannien hinaus als lebende Reporterlegende und genoss selbst bei ehemaligen Formel-1-Größen Kultstatus. Bekannt wurde er vor allem durch seine charakteristische, enthusiastische Art und Weise zu kommentieren sowie durch im Eifer des Gefechts geäußerte Bemerkungen (vielen bekannt als Walkerisms oder Murrayisms), die schon einen Augenblick später als unüberlegt oder als Versprecher enttarnt wurden. Walker sah sich zudem mit dem vermeintlichen Fluch belegt, einen von ihm kurz zuvor als exzellenten Fahrer bezeichneten Piloten mit Aussichten auf den Sieg aus technischen oder auch fahrerischen Gründen ausscheiden zu sehen.

## Frühes Leben
Murray Walker wurde 1923 als Sohn von Graham Walker und Elsie Spratt geboren. Sein Vater war in den 1920er- und 1930er-Jahren ein erfolgreicher Motorradrennfahrer und war in seiner Laufbahn unter anderem einmal TT-Sieger und zweimal Europameister.
Walker besuchte die Highgate School in London, bevor er im Zweiten Weltkrieg von der Royal Military Academy in Sandhurst einberufen wurde. Er wurde Panzerkommandant im Regiment der Royal Scots Greys, nahm u. a. an der Schlacht im Reichswald teil und verließ die Armee im Range eines Captain. Anschließend arbeitete Walker in der Werbebranche, u. a. für Dunlop, Aspro, Mars, Vauxhall Motors und British Rail.

## Reporterkarriere
Sein Debüt als Sportkommentator gab Murray Walker 1949 an der Seite von Max Robertson, einem ehemaligen ebenfalls sehr bekannten Sportreporter der BBC. Mit der Formel 1 kam Walker erst in den 1970er Jahren in Berührung, als das britische Fernsehen noch nicht jedes Rennen live übertrug. Ab der 1978er Saison kommentierte er dann 23 Jahre lang nahezu jeden Grand Prix für die BBC und ITV, bis er nach dem Großen Preis der USA im Jahr 2001 durch James Allen ersetzt wurde. Zum Abschied wurde ihm vom Rennstreckenchef des Indianapolis Motor Speedway, Tony George, ein Original-Ziegelstein vom ursprünglichen Brickyard des Speedways überreicht.
Walker nutzte ab den späten 1980er Jahren seinen bekannten Namen für die Veröffentlichung zahlreicher Formel-1-Jahrbücher, die unter dem Titel Murray Walker’s Grand Prix Year bis 1997 erschienen.
Im November 1997 wurde ihm die Ehrendoktorwürde der Bournemouth University und im Juli 2005 der Middlesex University in London verliehen.
Walker kehrte in der Folgezeit sporadisch als Reporter zurück. So kommentierte er für Sky Sports 2005 und 2006 alle vier Rennen der Grand-Prix-Masters-Series für ehemalige Formel-1-Piloten. Im Januar 2006 kündigte BBC Radio 5 Live zudem an, dass Walker für eine Reihe von Rennen Teil seines Kommentatorenteams werde.
Im März 2006 wurde Walker als Repräsentant des neu formierten Honda Racing F1 Teams vorgestellt, das Ende 2005 aus dem Formel-1-Rennstall British American Racing (BAR) hervorgegangen war. Das Engagement umfasste, dass Walker sich während der Hälfte der 18 Grands Prix langen Saison um die Begrüßung und Unterhaltung von VIP-Gästen des Teams kümmert.
Darüber hinaus kehrte er im März 2006 für ein Rennen der Clipsal 500 V8 Supercar in Adelaide ans Mikrofon zurück; im April kommentierte er für den australischen Fernsehsender Network Ten sogar den Großen Preis von Australien der Formel 1. Im März 2007 kommentierte er erneut die Clipsal 500 V8 Supercar Round in Adelaide und wurde daraufhin mit der lebenslangen Berechtigung gewürdigt, das Event als Ehrengast zu besuchen. Auch den australischen Grand Prix 2007 kommentierte er erneut als Teil des Network-Ten-Teams. Im Juli 2007 sprang Walker als Ersatz für BBC-Kommentator David Croft ein, dessen Frau ein Kind erwartete, und kommentierte den Großen Preis von Europa. Für Motors TV kommentierte er im Juli 2008 zudem beide Läufe der historischen Formel 1 im Rahmen des Silverstone Classic.

## Werbefigur
Ende der 1990er Jahre fungierte Walker neben dem ehemaligen britischen Formel-1-Weltmeister Damon Hill als Hauptfigur eines Werbespots der Fastfoodkette Pizza Hut. Darin wurde sowohl der Kommentierdrang Walkers wie auch Hills Image als ewiger Zweiter karikiert: Nachdem der Kommentator seine Pizza vor dem Rennfahrer aufgegessen hatte, rief er wie zum Finale eines spannenden Rennens: „And Hill finishes second ...again!“. Später vertonte Walker einen Werbespot für das National Motor Museum in Beaulieu.

## Tod
Murray Walker starb am 13. März 2021 im Alter von 97 Jahren.